# Krisztina Pigniczki
Krisztina Pigniczki (Makó, 18 de setembro de 1975) é uma ex-handebolista profissional húngara, medalhista olímpica.
Krisztina Pigniczki fez parte dos elencos medalha de prata, em Sydney 2000, com 7 partidas e 17 gols.